# یوناسوالده
یوناسوالده (به آلمانی: Jonaswalde) یک شهر در آلمان است که در اتنبرگر لند واقع شده‌است. یوناسوالده ۳۵۰ نفر جمعیت دارد.